# Dailymotion
Dailymotion is een website waarop kosteloos video's geplaatst en bekeken kunnen worden. Het motto van de website is Share Your Videos.
De website werd opgericht op 15 maart 2005 door Benjamin Bejbaum en Olivier Poitrey. De website wordt beheerd in Parijs en is te bekijken in 18 verschillende talen. De domeinnaam van Dailymotion werd een maand na YouTube geregistreerd (bij het Franse Gandi SAS), maar deze website opende wel eerder.
In 2011 nam het Franse telecombedrijf Orange een aandelenbelang van 49% in DailyMotion en betaalde daarvoor zo'n 62 miljoen euro. Gelijk kreeg Orange een optie om de overige aandelen ook te kopen en dit gebeurde een jaar later. In juli 2015 nam Vivendi SA een aandelenbelang van 80% in Dailymotion waarvoor het 217 miljoen euro betaald heeft. De acquisitie past binnen de digitale strategie van Vivendi en wil via de videosite muziek en beelden distribueren van zijn dochterbedrijven. De overige 20% van de aandelen is in handen van Orange.